# Internationale arktische sozialwissenschaftliche Vereinigung
Die Internationale arktische sozialwissenschaftliche Vereinigung (IASSA) fördert die internationale Zusammenarbeit von Sozialwissenschaftlern in der nationalen und internationalen Arktisforschung, ist die Schnittstelle zum Informationsaustausch ähnlicher Organisationen mit gleichartigen Zielsetzungen und bietet ein Forum für die Öffentlichkeitsarbeit. Die IASSA ist Mitglied des Internationalen Wissenschaftsrats und Dachorganisation für das International Arctic Science Committee, die Universität der Arktis und der Association of Polar Early Career Scientists.

## Geschichte
Bei einer 1988 in Leningrad abgehaltenen Konferenz internationaler Nichtregierungsorganisationen zur Koordinierung der Forschung in der Arktis wurde über den allgemeinen Wunsch zur Gründung einer Dachorganisation diskutiert, die aber auch die sozialen Aspekte polarer Ethnien in ihrer Satzung berücksichtigen solle.

## Ziele
Als Arktis definiert die IASSA alle arktischen und subarktischen Regionen der Welt. Ihre Forschungen umfassen alle Disziplinen mit 
psychologischen, kulturellen, anthropologischen, archäologischen, sprachlichen, historischen, sozialen, rechtlichen, wirtschaftlichen, ökologischen und politischen Themen, sowie Gesundheit, Bildung, Kunst und Geisteswissenschaften und verwandte Themen.
Als Aufgabe hat sich die IASSA folgende Ziele gesetzt:
- Förderung der internationalen Zusammenarbeit und Erhöhung unter Beteiligung von Sozialwissenschaftlern an der nationalen und internationalen Arktisforschung;
- Förderung der Kommunikation und Koordination mit anderen Forschungseinrichtungen;
- Förderung des Austauschs, der Verbreitung und Archivierung wissenschaftlicher Informationen in den arktischen Sozialwissenschaften;
- Förderung des gegenseitigen Respekts, der Kommunikation und der Zusammenarbeit zwischen Sozialwissenschaftlern und Menschen aus dem Norden;
- die kulturelle, entwicklungspolitische und sprachliche Bildung im Norden zu fördern;
- Befolgung ethischer Leitlinien der IASSA bei der Durchführung von Forschungsarbeiten in der Arktis[6]

## Nachweise
1. ↑  Interview Ludger Müller-Wille. Yumpu News, abgerufen am 9. Mai 2020.
2. ↑  Andrey N Petrov. University of Northern Iowa, abgerufen am 9. Mai 2020 (englisch).
3. ↑  Amended Bylaws. (PDF) AISJ-IALS, abgerufen am 9. Mai 2020 (englisch).
4. ↑  Home. Association of Polar Early Career Scientists, abgerufen am 9. Mai 2020 (englisch).
5. ↑  History. AISJ-IALS, abgerufen am 9. Mai 2020 (englisch).
6. ↑  Objectives. AISJ-IALS, abgerufen am 9. Mai 2020 (englisch).